# Metandrocarpa asymmetra
Metandrocarpa asymmetra är en sjöpungsart som beskrevs av Monniot 200. Metandrocarpa asymmetra ingår i släktet Metandrocarpa och familjen Styelidae. Inga underarter finns listade i Catalogue of Life.